# 凤仪公主
凤仪公主（?—?），是中国五代十国后蜀后主皇帝孟昶之女。
凤仪公主嫁给了宰相李昊之子李少连。李少连因为公主的缘故，历任太常少卿、资州刺史。宋朝灭亡后蜀，李昊负责写降书，在前蜀灭亡时，刚刚出仕的时候，也为前蜀写降书，被人称为世修降书。